# Curtisia
Curtisia dentata — це квітуче дерево з Південної Африки. Це єдиний вид у роду Curtisia, який спочатку був класифікований як тип «кизилу» (Cornaceae), але тепер поміщений у власну унікальну родину Curtisiaceae.
Він стає все більш популярним як декоративне дерево для садів з темним глянцевим листям і бризками чистих білих ягід. Кора цього дерева є дуже популярним компонентом традиційної африканської медицини, що призводить до надмірної експлуатації та скорочення виду в деяких районах Південної Африки. Дерево охороняється в Південній Африці.